# Bisdom Pinerolo

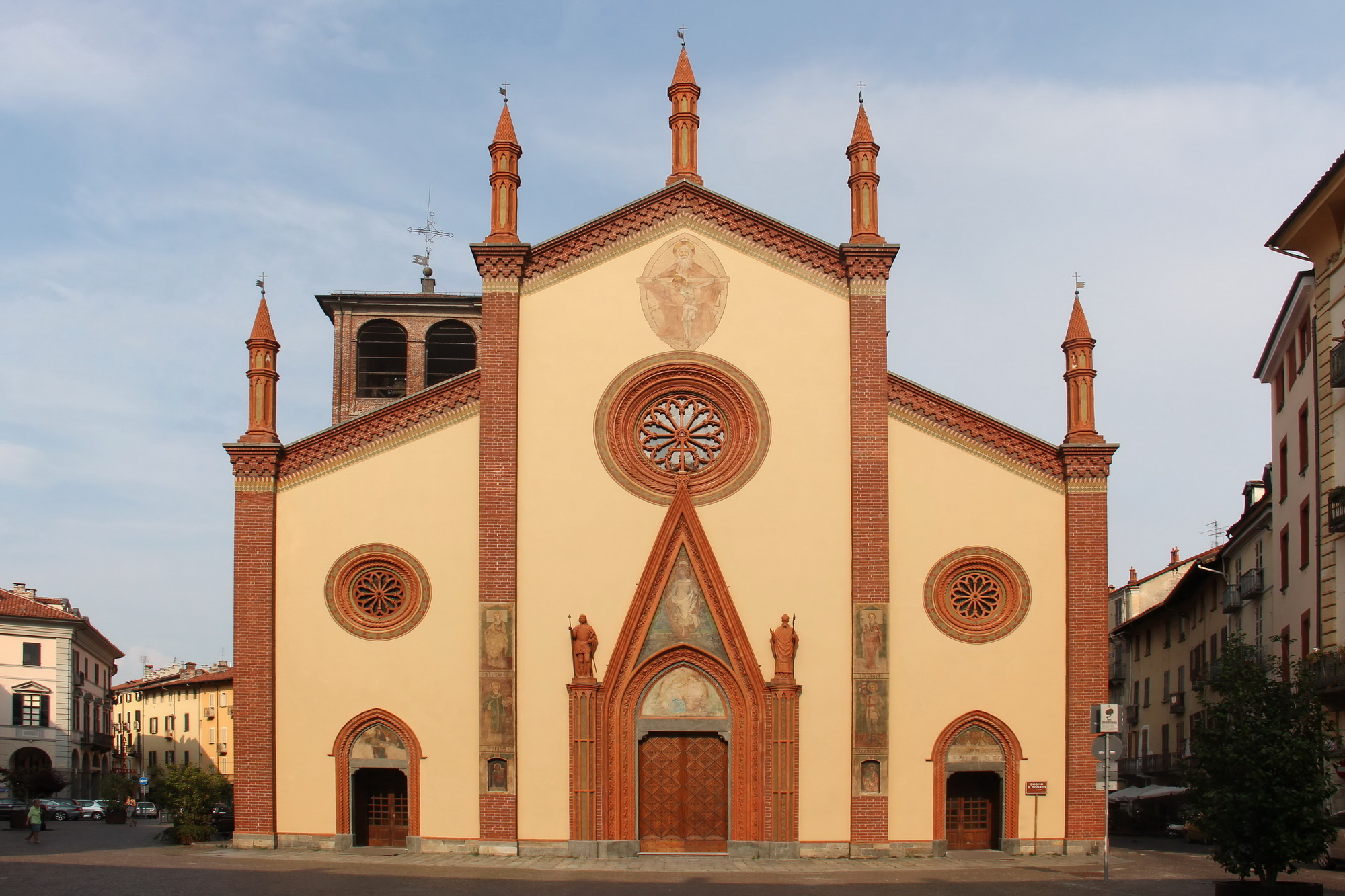
Kathedraal van Pinerolo

Het bisdom Pinerolo (Latijn: Dioecesis Pineroliensis; Italiaans: Diocesi di Pinerolo) is een in Italië gelegen rooms-katholiek bisdom met zetel in de stad Pinerolo in de provincie Turijn. Het bisdom behoort tot de kerkprovincie Turijn, en is, samen met de bisdommen Acqui, Alba, Aosta, Asti, Cuneo, Fossano, Ivrea, Mondovì, Saluzzo en Susa suffragaan aan het aartsbisdom Turijn.

## Geschiedenis
Het bisdom Pinerolo werd opgericht op 23 december 1748 door paus Benedictus XIV met de apostolische constitutie In sacrosancta. In 1805 werd het bisdom opgeheven en het territorium verviel aan het bisdom Saluzzo. Op 17 juli 1817 werd het bisdom door paus Pius VII opnieuw opgericht met de apostolische constitutie Beati Petri.

## Bisschoppen van Pinerolo
- 1749–1794: Giovanni Battista D’Orliè De Saint Innocent CRSA
- 1797–1803: Giuseppe Maria Grimaldi (vervolgens bisschop van Ivrea)
  - 1805–1817: opgeheven
- 1817–1824: François-Marie Bigex (vervolgens aartsbisschop van Chambéry)
- 1824–1832: Pierre-Joseph Rey (vervolgens bisschop van Annecy)
- 1834–1848: Andreas Charvaz
- 1848–1873: Lorenzo Guglielmo Maria Renaldi
- 1874–1881: Giovanni Domenico Vassarotti
- 1881–1886: Filippo Chiesa (vervolgens bisschop van Casale Monferrato)
- 1886–1894: Giovanni Maria Sardi
- 1894–1922: Giovanni Battista Rossi
- 1922–1929: Angelo Bartolomasi (vervolgens militair bisschop van Italië)
- 1930–1968: Gaudenzio Binaschi
- 1974–1975: Massimo Giustetti (vervolgens bisschop van Mondovìo)
- 1976–1998: Pietro Giachetti
- 1998-heden: Piergiorgio Debernardi